# Mejor que yo
«Mejor que yo» es una canción del cantante puertorriqueño Anuel AA, el DJ y productor puertorriqueño Luian y el dúo puertorriqueño de productores y los DJs Mambo Kingz. Fue lanzado el 5 de mayo de 2023 a través de Real Hasta la Muerte, Hear This Music y GLAD Empire.

## Antecedentes y composición
Anuel AA dio a conocer el lanzamiento de la canción subiendo una historia de la filmación del video musical. Anuel, DJ Luian y Mambo Kingz han tenido muchas colaboraciones anteriores, incluida la última, «Más rica que ayer».
Anuel AA anunció en una entrevista para Molusco que su próximo sencillo se titularía «Mejor que yo». En el video promocional etiquetó a su expareja Karol G, asegurando que va dedicada a ella.
En una entrevista para Alofoke Radio Show dijo que DJ Luian creó la canción con una letra diferente. Posteriormente Anuel decidió cambiar la letra inspirada en Karol G.

## Video musical
El video musical fue producido por TruViews. La grabación del video fue realizado en Miami y muestra al intérprete de la canción, Anuel AA y a los productores DJ Luian y Mambo Kingz bailando. Al final del video, J Balvin aparece en un coche escuchando la canción de fondo hablando por teléfono con el productor DJ Luian, éste le pregunta si puede contar con él para el futuro proyecto que está trabajando con Anuel. J Balvin le responde enfocando por la cámara a Anuel, dando a entender que están juntos y confirmando su próxima colaboración en el EP anunciado Rompecorazones.

## Posicionamiento en listas
| Listas (2023)                             | Mejor posición |
| ----------------------------------------- | -------------- |
| Argentina (Argentina Hot 100)             | 71             |
| Chile (Chile Songs)                       | 15             |
| Colombia (Colombia Songs)                 | 13             |
| Colombia (Promúsica)                      | 10             |
| España (Promusicae)                       | 34             |
| Estados Unidos (Billboard Hot 100)        | 83             |
| Estados Unidos (Hot Latin Songs)          | 17             |
| Estados Unidos (Latin Digital Song Sales) | 10             |
| Global 200 (Billboard)                    | 72             |